# Vlampouros
Vlampouros är ett berg i Cypern.   Det ligger i distriktet Eparchía Páfou, i den västra delen av landet, 90 km väster om huvudstaden Nicosia. Toppen på Vlampouros är 493 meter över havet. Vlampouros ligger på ön Cypern.
Terrängen runt Vlampouros är huvudsakligen kuperad, men västerut är den platt. Havet är nära Vlampouros åt sydväst.Trakten runt Vlampouros är glesbefolkad, med 11 invånare per kvadratkilometer. Närmaste större samhälle är Pégeia, 12,3 km söder om Vlampouros. 